# Aloïs De Laet
Aloïs De Laet, né à Anvers le 25 octobre 1866 et mort dans la même ville le 19 octobre 1949, est un peintre belge.
Son champ pictural couvre les paysages en plein air, les scènes de genre et les figures.
Il est membre des cercles artistiques Eenigen, L'Art contemporain et Vie et Lumière.

## Biographie

### Famille
Aloïs (Gummarus Aloysius) De Laet, né rue des Bogards no 23 à Anvers le 25 octobre 1866, est le fils de Pierre Jean De Laet (1830-1868), employé, et de Dorothée Reykers (1829-1901), tous deux nés à Kontich, où ils se sont mariés en 1854. Aloïs De Laet épouse à Anvers le 1er décembre 1888 Philomena De Corte (née à Anvers le 27 avril 1871). Le couple divorce le 4 février 1904.

### Formation
Orphelin de père à l'âge de deux ans, Aloïs De Laet grandit dans le Schipperskwartier d'Anvers. Il étudie la musique auprès du compositeur et professeur Peter Benoit et joue du piano dans le restaurant de sa mère. Ami du peintre Frans Mortelmans qui réside dans le voisinage, Aloïs De Laet s'oriente en autodidacte vers la peinture, aidé par ses oncles, peintres décorateurs.

### Carrière
Sa carrière commence à la fin des années 1890. En août 1897, Aloïs De Laet expose au cercle Eigen Vorming à la maison communale de Borgerhout. En 1898, il représente son ami Victor Resseler et la même année, Aloïs De Laet et Léopold Haeck exposent conjointement leurs œuvres au local Hof van Hoboken. L'année suivante, il présente ses tableaux lors d'une exposition personnelle dans la chapelle Cornelis Landschot au sein du mouvement philosophique socialiste De Kapel. 
Aloïs De Laet est membre et fondateur des cercles artistiques Eenigen (de 1900 à 1905) et de L'Art contemporain (fondé en 1905 et succédant à Eenigen). Il est aussi l'un des membres du collectif Vie et Lumière,créé en 1904.
Lors de la Première Guerre mondiale, il se réfugie à Wimbledon, où il entre en contact avec le peintre Émile Claus. Dans la ville britannique, il travaille régulièrement dans son atelier personnel et donne des conférences relatives à l'art, jusqu'à la fin du conflit.
De retour en Belgique en 1918, il connaît le succès grâce à ses paysages de la lande de Kalmthout et des polders d'Anvers. Influencé par le luminisme, sa palette de couleurs s'éclaircit au fil des années. À Kiel, district d'Anvers, il dirige sa propre école de peinture.
Aloïs De Laet meurt le 19 octobre 1949, à l'âge de 82 ans, à Anvers. Le 6 mai 1950, il est inhumé au cimetière du Schoonselhof.

## Œuvre

### Caractéristiques
Son champ pictural couvre les paysages en plein air, les scènes de genre et les figures. Il demeure fidèle à son axiome consistant à créer un art d'une beauté plaisant à tous. Son caractère doux et mélancolique transparaît dans ses œuvres au caractère poétique qui présentent un caractère luministe.
Lorsqu'il expose au cercle Als ik Kan en 1913, la critique du quotidien Le Matin écrit : « Il en est un qu'il faut tirer hors de pair en ce qu'il porte l'empreinte d'une personnalité particulièrement intéressante, forte, originale : M. Aloïs De Laat. Il est impressionniste, non pas de surface, mais plus profond. Il dégage l'âme et cette signification supérieur qu'ont les choses. Ainsi, cette drève – et il en expose plusieurs au présent salon – n'est pas qu'un simple coin de paysage, un prétexte à tamiser de la lumière entre les branches. C'est le caractère religieux de la drève, ce je ne sais quoi d'exaltant qu'on respire sous les dômes des grands hêtres que l'on respire. On admirera également un Nocturne, d'une pensée grave et sévère, vaste harmonie de bleus et de gris, où s'estompe un contrefort d'église et des tombes pareilles à des fantômes, tandis que, dans tel paysage proche, Bords de l'Escaut, tout vibrant de criblures de soleil, c'est la symphonie joyeuse, ardente du plein jour, l'hymne de la vie qui retentit. Son talent est raffiné, d'une sensibilité profonde et délicate . »
En 1921, le critique René Sancy écrit : « Les visions d'une âme sensible, d'une intelligence encline au rêve et qui volontiers s'exprime par symboles, d'un cœur que sollicitent constamment les drames de la vie et ses enchantements, voilà ce que nous offre l'exposition de M. Alois De Laet au cercle artistique. »

### Expositions
- Exposition du cercle Eigen Vorming (XIIIe à la maison communale de Borgerhout en août 1897[8].
- Exposition conjointe avec Léopold Haeck à Hoboken en mai 1898[9].
- Exposition personnelle dans la chapelle Cornelis Landschot, à Anvers, en décembre 1899 : Chalands échoués, Sillons,…[3].
- Exposition à la salle de l'ancien musée, rue Vénus à Anvers du 22 au 29 avril 1900.
- Salon de Gand (XXXVIIIe) de 1902.
- Salon de La Libre Esthétique (Xe) de 1903.
- Salon d'Anvers de 1904[10].
- Exposition du cercle Als ik Kan (Le) en mars 1905 : Neige [11].
- Exposition Arte et Labore de 1906 : une eau forte[12].
- Exposition du cercle Vie et lumière (IVe) de mars 1908, salle Forst à Bruxelles : La Maisonnette.
- Exposition du cercle L'Art Contemporain (Kunst van Heden) en avril 1910 : Petit moulin.
- Exposition du cercle Als ik Kan en février 1912 : des paysages, dont Vue d'hiver et Récréation.
- Exposition du cercle Als ik Kan en janvier 1913 : une vingtaine de paysages, dont Nocturne, Bords de l'Escaut[6].
- Exposition du cercle Als ik Kan en février 1914 : des paysages.
- Salon de Bruxelles de 1914 : Idylle et Vue du parc[13].
- Salon d'Anvers de 1920 : Soir.
- Exposition au Cercle artistique de Bruxelles en décembre 1921 : Tête de Flandre, Prairie, Nocturne, Automne, L'Année 1914, Vers la kermesse, Labour, L'Idylle,…[7].
- Salon de Liège de 1924 : Matin.
- Exposition personnelle, galerie Breckpot, rue des Tanneurs à Bruxelles en janvier 1928 : sites de bruyères campinoises (Bruyère de Calmpthout), paysages du bord de l'Escaut, Pèlerinage,…[14].

### Collection muséale
- Musée royal des Beaux-Arts d'Anvers, Roulottes sous la pluie (s.d.), huile sur toile, format 86,3 × 134,6 cm, inventaire no 2358[15].

## Honneurs
Aloïs De Laet est :
- Officier de l'ordre de Léopold II ;
- Chevalier de l'ordre de la Couronne (15 novembre 1921) ;
- Chevalier de l'ordre de Léopold ;
- Décoré de la Croix de Victoria.